# トリキリ
トリキリ（撮り切り、録り切り）は、映像分野において被写体が画面全体に映っている状態、あるいはその手法によってとられた映像素材。

## 概要
主に、人物ではないもの（小道具など）のアップショットのみで画面を構成する場合を指す。
テレビ放送では、いずれかの場合をトリキリと呼ぶ。タイトルなどにおいて用いられる手法。
- フリップボードをカメラでアップにする
- オペーク装置を用いて小型のカードを投影する
- キャラクタジェネレータあるいはコンピュータグラフィックスによって、画面全体をカメラではない静止画または映像のみで構成する「電子フリップ」